# St. Georg (Brockhagen)

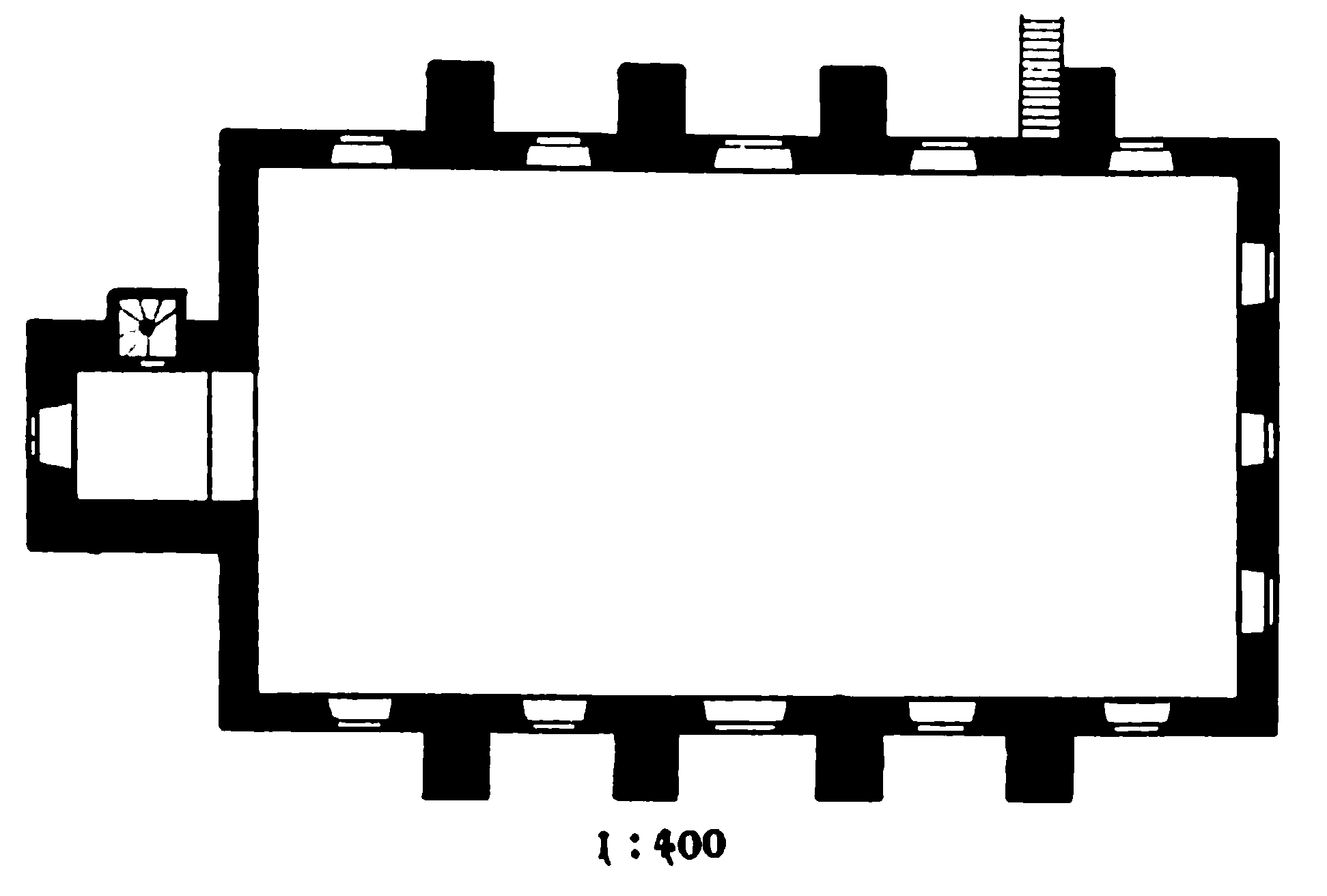
Grundriss

St. Georg ist eine evangelisch-lutherische Pfarrkirche im ostwestfälischen Steinhagen-Brockhagen im Kreis Gütersloh. Kirche und Gemeinde gehören zum Kirchenkreis Halle der Evangelischen Kirche von Westfalen.
Die Saalkirche besteht aus verputztem Naturstein mit mächtigen Strebepfeilern. Die Eckquaderungen wurden mit sichtbarem Sandstein gemauert. Der mit 1568 bezeichnete Westturm ist viergeschossig und im Bereich der Schallöffnungen für die Glocken mit Gliederungselementen der Weserrenaissance verziert. Der Spitzhelm kragt auf profilierten Sandsteinknaggen hervor und hat vier Dachhäuschen für die Turmuhr.
Im Norden der Kirche ist eine äußerlich angelegte Treppe, die einen eigenen Zugang zur Empore der Patthorster Freiherrenfamilie ermöglicht. Errichtet wurde sie 1754 von Ludolph von Closter.
Die Gemeinde erstreckt sich über 28,9 km² und hat 2.254 Gläubige (Stand 2009).

## Geschichte
1568 wurde die Gemeinde Brockhagen, die zuvor zur Kirche in Halle gehörte, eigenständig. Im Zuge der Eigenständigkeit wurde die bisherige Kapelle durch eine Kirche ersetzt.
Zwischen 1752 und 1754 wurde die Kirche um ein neues Kirchenschiff erweitert.

## Ausstattung
Die Kanzel der Kirche stammt aus dem 18. Jahrhundert. Der Altar ist auf 1675 datiert und besitzt zwei Altargemälde (Öl auf Holz), das Letzte Abendmahl und die Auferstehung Jesu darstellend. Die Orgel der Firma Steinmeier stammt aus dem Jahr 1968, besitzt 17 Register und wurde zuletzt im Jahr 2018 gereinigt und überholt.